# Филаделфија флајерси
Филаделфија флајерси (енгл. Philadelphia Flyers) су амерички хокејашки клуб из Филаделфије. Клуб утакмице као домаћин игра у Велс Фарго центру капацитета 19 519 места. Такмиче се у Националној хокејашкој лиги (НХЛ).
Клуб се такмичи у Метрополитен дивизији Источне конференције. Боја клуба је наранџаста, црна и бела.

## Историја
Филаделфија флајерси су основани 1967. године. До сада су освојили два пута Стенли куп.
Први пут Филаделфија је постала шампион у сезони 1973/74. У финалу су савладани Бостон бруинси резултатом 4-2 у победама. Исти успех поновљен је и следеће године када су у финалу побеђени Бафало сејберси 4-2.
Тим је у првенству 1970-их предводио Боби Кларк, који је освојио Харт трофеј, као најкориснији играч (МВП) у НХЛ лиги 1973, 1975, и 1976. године.
Флајерси су у сезони 1979/80., са 35 узастопних мечева без пораза поставили рекорд у Националној хокејашкој лиги.
У последњих петнаест године клуб је два пута играо финале. Први пут, 1997. године када су поражени од Детроит ред вингса, и други пут 2010. године, у финалу су поражени од Чикаго блекхокса.

## Дворана
Велс Фарго центар је вишенаменска спортска дворана у Филаделфији. Капацитет дворане за хокеј је 19.537 места.
Изградња дворане је почела 14. септембра 1994. године, а завршена је 12. августа 1996. године.
Рекорд у броју гледалаца у држави Пенсилванији постигнут је на шестом мечу финала Стенли купа 2010. године. Меч између Филаделфија флајерса и Чикаго блекхокса је посматрало 20.327 гледалаца.

## Трофеји
- Национална хокејашка лига (НХЛ):
  - Првак (2) : 1973/74, 1974/75.

- Источна конференција:
  - Првак (8) : 1974/75, 1975/76, 1976/77, 1979/80, 1984/85, 1986/87, 1996/97, 2009/10

- Атлантска дивизија:
  - Првак (16) : 1967/68, 1973/74, 1974/75, 1975/76, 1976/77, 1979/80, 1982/83, 1984/85, 1985/86, 1986/87, 1994/95, 1995/96, 1999/00, 2001/02, 2003/04, 2010/2011.

## Повучени бројеви играча
| Повучени бројеви играча Филаделфија флајерса |              |          |                  |                   |
| Број                                         | Играч        | Позиција | Каријера         | Датум повлачења   |
| 1                                            | Берни Парент | Г        | 1967–71, 1973–79 | 11. октобар 1979  |
| 2                                            | Марк Хау     | О        | 1982–92          | 6. март 2012      |
| 4                                            | Бари Ешби    | О        | 1970–74          | 3. април 1975     |
| 7                                            | Бил Барбер   | Н        | 1972–84          | 11. октобар 1990  |
| 16                                           | Боби Кларк   | Н        | 1969–84          | 15. новембар 1984 |
| 88                                           | Ерик Линдрос | Н        | 1992–00          | 18. јануар 2018   |